# Association Sportive du Faso-Yennenga
L'Association Sportive du Faso-Yennenga è una società calcistica burkinabé di Ouagadougou. Milita nella Burkinabé Premier League, la massima divisione del campionato nazionale.

## Storia
Il club venne fondato nel 1947 con il nome Jeanne d'Arc. Il club è stato in seguito rinominato ASFA-Yennenga.

## Palmarès
- Burkinabé Premier League
  - Campione (10): 1973, 1989, 1995, 1999, 2002, 2003, 2004, 2006, 2009, 2010, 2011, 2012, 2013
- Coppa del Burkina Faso
  - Vincitore (4): 1991, 2009, 2013, 2021
- Burkinabé Leaders Cup
  - Vincitore (7): 1989, 1990, 1994, 1995, 2000, 2001, 2002
- Burkinabé SuperCup
  - Vincitore (1): 2001/02
- West African Club Championship
  - Vincitore (1): 1999

## Competizioni CAF
- CAF Champions League

2000: primo turno
2003: primo turno
2004: secondo turno
2005: primo turno
2007: turno preliminare
- African Cup of Champions Clubs

1973: primo turno
1990: turno preliminare
1996: primo turno
- Coppa CAF

1993: primo turno
1998: primo turno
2002: primo turno
- Coppa delle Coppe d'Africa

1991: quarti di finale
1992: primo turno

## Rosa 2008/2009
| N. |                         | Ruolo | Calciatore         |
| -- | ----------------------- | ----- | ------------------ |
| 1  | Burkina Faso (bandiera) | P     | Daouda Compaore    |
| 4  | Burkina Faso (bandiera) | D     | Brahima Korbeogo   |
| 5  | Burkina Faso (bandiera) | D     | Mohamed Ali Diallo |
| 6  | Burkina Faso (bandiera) | D     | Abdramane Ouattara |
| 7  | Burkina Faso (bandiera) | A     | Ismaël Koudou      |
| 9  | Niger (bandiera)        | A     | Jimmy Bulus        |
| 10 | Burkina Faso (bandiera) | C     | Issa Zongo         |
| 11 | Burkina Faso (bandiera) | A     | Djibril Compaore   |
| 14 | Burkina Faso (bandiera) | C     | Bakary Kaboré      |
| 15 | Niger (bandiera)        | D     | Ismaël Alassane    |
| 18 | Niger (bandiera)        | D     | Idrissa Laouali    |
| 20 | Burkina Faso (bandiera) | A     | Kossi Noutsoundje  |